# Lu Zhi (poète)
Pour les articles homonymes, voir Lu Zhi.
Lu Zhi (chinois simplifié : 卢挚 ; chinois traditionnel : 盧摯), également connu sous le prénom de courtoisie de Chudao, né en 1241 à Zhuozhou dans la province du Hebei et mort en 1315, est un poète chinois de la dynastie Yuan.